# Smaug regius
Espèce
Synonymes
- Cordylus warreni regius Broadley, 1962
- Cordylus regius Broadley, 1962

Statut CITES
Smaug regius est une espèce de sauriens de la famille des Cordylidae.

## Répartition
Cette espèce est endémique du Zimbabwe.

## Publication originale
- Broadley, 1962 : On some reptile collections from the North-Western and North-Eastern Districts of Southern Rhodesia 1958-1961, with descriptions of four new lizards. Occasional Papers of the National Museum of Southern Rhodesia, ser. B, vol. 26, p. 787-843.